# Grimorium Verum
Grimorium Verum (od lat. za Istiniti grimorij) je grimorij koji je prema zapisu na početku samog teksta izdao Alibeck Egipćanin u Memfisu 1517. godine. Međutim, to je malo vjerojatno i izglednije je da je taj magijski priručnik nastao tijekom 18. stoljeća, kada su se pojavila prva izdanja na francuskom i talijanskom jeziku. Francusko izdanje nastalo je na osnovi nepotpunog grimorija, dok je talijanski rukopis cjelovitiji.
Američki okultist Arthur Edward Waite publicirao je 1911. godine veći dio francuskog izdanja Grimoriuma Veruma u svojoj "Knjizi ceremonijalne magije" (The Book of Ceremonial Magic), no njegov je prijevod prilično nepouzdan. Godine 1970. drugi prijevod izdao je Idries Shah u djelu "Tajna magijska doktrina" (The Secret Lore of Magic), ali i taj prijevod je manjkav.
Sam Grimorium Verum zapravo je kasna izmijenjena redakcija Ključa kralja Salomona s dodanim crnomagijskim elementima, zbog čega ga je S. L. MacGregor Mathers izostavio prilikom svog izdanja "Ključa" iz 1888. godine.

## Sadržaj knjige
Prva knjiga sadrži različite magične pečate pomoću kojih se prizivaju i protjeruju demoni, zavisno o njihovim močima i domeni njihova djelovanja. Ujedno se objašnjavaju načini za prizivanje elementarnih duhova Zraka, Zemlje, Vode i Pakla.
U drugoj knjizi otkrivaju se tajne, ujedno prirodne i nadprirodne koje se koriste uz pomoć demona.
Treća knjiga je Ključ Djela sa savjetima o uporabi dotičnog.